# Phytoliriomyza pallida
Phytoliriomyza pallida är en tvåvingeart som först beskrevs av Sehgal 1968.  Phytoliriomyza pallida ingår i släktet Phytoliriomyza och familjen minerarflugor. Inga underarter finns listade i Catalogue of Life.